# Francisco Cortina González de Noriega
Francisco Cortina González de Noriega. Pendueles, Llanes, Asturias, España, 23 de septiembre de 1763, Ciudad de México, 22 de julio de 1834, sus padres Juan Cortina González y Teresa González de Noriega Guanes. Comerciante, empresario de origen español radicado en México durante la primera mitad del siglo XIX. Cabeza y tronco común de una de las familias de mayor tradición y linaje en México.

## Biografía
Nació en la localidad asturiana de San Acisclo de Pendueles cercano al Puerto de Llanes, Principado de Asturias, España.
A finales de 1781 decidió emigrar para buscar horizontes más amplios hacia la Nueva España y salió de Pendueles rumbo a Cádiz donde se embarcó en el bergantín "San Juan Bautista", arribando a Veracruz el 24 de febrero de 1782. Sus actividades llegando a la Nueva España fueron las comerciales ya que fue miembro del Batallón Urbano de Comercio de la Ciudad de México, el cual era la organización gremial de los comerciantes de la Ciudad de México y además tenía funciones de tribunal mercantil.
Poco antes de contraer matrimonio, Francisco trabajaba en la casa comercial de su futuro suegro José Martín Chávez, una de las más destacadas de la Nueva España, la cual estaba establecida en la calle de Cordobanes 15, Ciudad de México (actual calle de Donceles).
Unos años después que Francisco emigrara, éste le pidió a su hermano Joaquín para que viajara a la Nueva España de manera que lo auxiliara en sus trabajos.
El 24 de abril de 1802, Francisco casó con María Dolores Chávez Fernández de Madrid, hija de José Martín Chávez. El hermano menor de Francisco, Joaquín Cortina, casó con la hermana menor de María Dolores, María Isabel Chávez Fernández de Madrid.
El matrimonio de Francisco y María Dolores procreó ocho hijos, María Loreto (1803), Ignacio (1806), Guadalupe (1808), María Manuela (1809), María del Carmen (1810), María de la Merced (1811), Encarnación (1813) y Miguel (1819) Cortina Chávez. 
El 20 de diciembre de 1827, se publicó un decreto que conmocionó a la comunidad española en el cual se ordenaba la expulsión de los españoles. Sin embargo, Francisco estaba en tres de los casos de exclusión: tener más de sesenta años, casado con una mexicana y tener hijos mexicanos. A pesar de que muchos españoles decidieron emigrar y llevarse sus caudales, la decisión fue la de quedarse en la naciente república mexicana.  
El 22 de julio de 1824, Francisco murió siendo inhumado en el Colegio de San Fernando como el lo había dispuesto en su testamento, dejando a su hijo Ignacio como albacea y heredero de la casa comercial y los negocios que habían creado.

## Actividades comerciales y empresariales
Hacia 1804 Francisco toma liderazgo de la casa comercial de José Martín Chávez y a través de ella se realizaba la compra y venta de semillas, azogue, de caballerías, de metales preciosos y de mercaderías que llegaban de Asia y España.  Así mismo se administraban los beneficios de las haciendas de la Sauceda, Navacoyán, la Soledad, Tenextepango en el actual estado de Morelos y las minas de San Gerónimo, Jazmín, San Antonio, Amoltitlán y la Preciosa Sangre, en los actuales Estados de México, Morelos y Puebla. Por otro lado se llevaban a cabo otorgamiento de préstamos, concesión de avíos, recepción de depósitos, remate de alcabalas, arrendamiento de casas y cobro de intereses.
Hacia 1808 y 1810 Francisco vendió las haciendas de la Sauceda y Navacoyán y con ese capital invirtió en la hacienda de Tenextepango siendo una de las más destacadas, teniendo un gran éxito en el cultivo de caña de azúcar.

## Actividades públicas
El año de 1810 tuvo un significado especial para Francisco, pues fue la primera ocasión que ocupó un cargo público en el período previo a la firma de la independencia en 1821. El 1 de enero de 1810 tomó posesión como regidor honorario de la Ciudad de México. Posteriormente el 2 de enero de 1818, fue nombrado alcalde de segundo voto, cargo en el que se mantuvo durante un año.
En enero de 1819 fue nombrado regidor del cabildo de la Ciudad de México 

## Nombramientos
Teniente coronel de los Reales Ejércitos, caballero de Carlos III.